# 戦場のキックオフ
『戦場のキックオフ』（La tranchée des espoirs）は、2003年のフランスのドラマテレビ映画。日本では2006年にNHK-BS2で放送された。

## ストーリー
第一次世界大戦の中、休戦していたフランス人とドイツ人の兵士たちは、それぞれの参謀本部からこれ以上接触しないよう命令を受けるが、サッカーを通じて彼らは仲良くなっていく。

## キャスト
| 役名                   | 俳優                             | 日本語吹替 |
| ---------------------- | -------------------------------- | ---------- |
| ピエール・デルプーシュ | ジャ＝イヴ・ベルトルート         | 小山力也   |
| シルヴェーヌ・モリヨン | クリスチアナ・ヘアリ             | 萩尾みどり |
| サンジャン隊長         | ブリュノ・ピュジュリュ           | 江原正士   |
| グスタヴ               | リュック＝アントワーヌ・ディケロ |            |
| ゼフリン・ビロン       | ジャン＝ジェローム・エスポジート | 高木渉     |
| ルートヴィヒ・ベーム   | ブリュノ・ロシェ                 |            |
| エルンスト             | クリスチャン・ヴァディム         |            |
| メムリング             | ジュリアン・ボンガルトネ         | 内田夕夜   |

- 日本語吹替：初回放送2006年10月2日 NHK-BS2版

## スタッフ
- 監督：ジャン＝ルイ・ロランジ（フランス語版）
- 脚本：ティエリ・ブルシ（フランス語版）、ジャン＝ルイ・ロランジ、ベアトリス・ルビンスタイン
- 製作：ジャン＝リュック・ミショー
- 製作総指揮：アニク・ウヴラール
- 撮影監督：オリヴィエ・ゲノー
- 編集：クロード・ロンゾ
- 音楽：マルク・マルデル